# Нейтан Дрейк
Не́йтан «Нейт» Дрейк (англ. Nathan «Nate» Drake), урождённый Нейтан Мо́рган (англ. Nathan Morgan) — протагонист игровой серии Uncharted, разработанной американской компанией Naughty Dog. Он появляется во всех основных играх франшизы: Drake’s Fortune, Among Thieves, Drake’s Deception и A Thief’s End, спин-оффах Golden Abyss, Fight for Fortune и Fortune Hunter, комиксе Eye of Indra от издательства DC Comics и других медиа по её мотивам. По сюжету этих произведений, харизматичный и добродушный, но в то же время своевольный охотник за сокровищами путешествует по миру и раскрывает тайны всеобщей истории.
Сотрудники Naughty Dog вдохновлялись образами различных героев бульварных журналов, романов и фильмов при создании Дрейка. Они изобразили его как остроумного волевого мужчину, одетого в хенли и джинсы. Разработчики хотели сделать его поведение как можно более реалистичным: например, Нейтан спотыкается на бегу, с трудом перепрыгивает через препятствия и осознаёт абсурдность ситуаций, в которые попадает. Актёр Нолан Норт не только озвучил и сыграл охотника за сокровищами с помощью технологии захвата движения, но и дополнил его образ своими импровизациями и чертами личности.
Рецензенты игровых изданий нередко сравнивали Дрейка с Ларой Крофт и Индианой Джонсом — героями приключенческих игр и фильмов. По мнению многих критиков, персонаж получился реалистичным и располагающим к себе, а его привлекательная внешность не соответствовала маскулинным стандартам.

## Создание
За предварительную визуализацию, концепцию и дизайн персонажей Uncharted: Drake’s Fortune отвечал иллюстратор и дизайнер Кори Хайнцен. Первоначальный образ Нейтана Дрейка существенно отличался от итоговой версии протагониста. Разработчики хотели, чтобы главный герой их игры обладал присущими персонажам приключенческих романов и фильмов качествами: остроумием, находчивостью и принципиальностью. Сотрудники Naughty Dog стремились раскрыть личность Дрейка через его взаимодействие с окружающим миром. С этой целью они дополнили его образ привычкой опускать саркастичные комментарии и создали большое количество реалистичных анимаций, причём на одно движение персонажа приходилось около 30 таких анимаций.
Создатель игровой серии Эми Хенниг охарактеризовала Нейтана как отважного и обаятельного мужчину, представляющего собой собирательный образ актёров Харрисона Форда и Брюса Уиллиса, а также различных героев романтических приключенческих боевиков, в частности персонажей, сыгранных Кэри Грантом:

«…мы вдохновлялись не только старейшими сериалами и фильмами 30-х и 50-х годов, но и более поздними картинами 80-х, создававшимися с целью возрождения жанра приключенческого боевика, а также киноновинками вроде «Сокровища нации». У большинства героев этих произведений есть схожие черты: озорной характер, дерзкий юмор и обаяние».Оригинальный текст (англ.)…we even went back to the earliest movie serials, movies from the '30s and the '50s, and the more recent revivals of the action-adventure genre in the '80s, and even recently with movies like National Treasure. There are certain traits that a lot of those characters have in common – that irreverent, roguish sense of humor, that charm.

Среди других прототипов Дрейка игровой дизайнер Uncharted 2: Among Thieves Ричард Лемаршан выделил главного героя франшизы «Крепкий орешек» Джона Макклейна и двух персонажей комиксов — Дока Сэвиджа и Тинтина: от Сэвиджа Дрейк позаимствовал внешность, а от Тинтина яркую личность и тягу к приключениям.
Сотрудники Naughty Dog задумывали Дрейка как носителя архетипа «славный малый». Бывший креативный директор компании Э. Дэниел Арей отметил, что в случае с Нейтаном они уловили «тонкую грань между подлецом и очаровательным жуликом», а сам персонаж получился человечным и понятным: «Если персонаж раскрывает свою человеческую сторону, то мы сопереживаем ему и закрываем глаза на его чрезмерную самоуверенность, которая, так или иначе, была свойственна нам всем». По словам ведущего дизайнера Among Thieves Нила Дракманна, Дрейк реагировал на возникшие абсурдные ситуации точно так же, как на его месте отреагировали бы игроки. Хеннинг вспоминала:

«…мы создавали Uncharted в лучших традициях всеми любимых игр в жанре приключенческого экшена. Для реализации нашего замысла был нужен понятный герой, которого мы преднамеренно сделали обычным парнем. Увидев его люди спрашивали: „А почему мы должны хотеть играть за парня в футболке и джинсах?“, а мы отвечали: „Видите, он простой человек, такой же как мы с вами“».Оригинальный текст (англ.)…when we set out to do Uncharted, we decided we wanted to tackle one of these beloved action-adventure games in the spirit of this whole tradition. We knew that in order to pull it off, we had to have a hero who was completely relatable, just a regular guy. So when people saw him and said "Why do I want to play a guy in t-shirt and jeans" that was a deliberate move on our part, to say look, he's just a guy. He's just like you and me.

Сценарист и аниматор кинематографических роликов проектов серии Uncharted Джош Шерр также заявил, что Дрейк задумывался как «простой парень» без каких-либо выдающихся способностей. Вместо этого персонаж периодически нервничал, не без усилий преодолевал препятствия во время прыжков и спотыкался на бегу. Продюсер Among Thieves Сэм Томпсон назвал боевые навыки Нейтана «не отточенными». Подобные вещи должны были подчеркнуть несовершенство главного героя. Томпсон добавил, что, в отличие от других протагонистов авторства Naughty Dog, таких как Крэш Бандикут, охотник за сокровищами создавался как более приземлённый персонаж, не такой самоуверенный, но, в то же время, реалистичный и скромный.
 «Он остаётся стойким в любых ситуациях, он сильный, он честный, он привлекательный, он весёлый». 
Исполнитель роли Нейтана Нолан Норт не только озвучил персонажа, но и сыграл его с помощью технологии захвата движения на съёмочной площадке. Разработчики разрешили Норту импровизировать и вложить в героя черты своей личности. Сотрудники Naughty Dog рассматривали несколько возможных имён для протагониста, среди которых были Итан, Сэмюэль, Джон и Мэттью. В конечном итоге они решили назвать его «Нейтаном». По словам аниматора Джонатана Купера, Дрейк не получает урона от пуль во время перестрелок, а покраснение экрана в процессе их прохождения свидетельствует о том, что удача охотника за сокровищами подходит к концу.

### Личность
Создатели Uncharted не хотели, чтобы Дрейк получился карикатурным или «картонным» персонажем. Хенниг стремилась показать развитие Нейтана не только в сценах-перебивках, но и через диалоги с другими героями. По задумке разработчиков, охотник за сокровищами реалистично реагирует на происходящие с ним события и часто комментирует и жалуется на абсурдность ситуаций, в которые он попадает. На протяжении всех игр с его участием Дрейк неоднократно отпускает саркастические шутки. Нейтан обладает высоким уровнем интеллекта, благодаря которому он смог самостоятельно изучить всеобщую историю и несколько языков.
Привычка Дрейка озвучивать свои мысли вслух была добавлена в игры с целью соотношения их с игроком мышлений. Эми Хенниг назвала Дрейка «крепким орешком» и «ложкой дёгтя в бочке меда». Норт привнёс в образ персонажа черты своей личности.

### Внешность
Нейтан Дрейк создавался как среднестатистический мужчина. Во всех проектах с его участием он носил хенли, джинсы и плечевую кобуру для пистолета. Его непримечательный внешний вид послужил «чистым листом», на который можно было бы наложить образ обычного человека. Программисты разработали систему многослойной анимации, чтобы движения и лицевые анимации Дрейка казались более реалистичными. Телосложение у Дрейка подтянутое, но не атлетическое. В Among Thieves внешний вид персонажа претерпел незначительные изменения: по словам Хенниг, в первой части серии Дрейк получился худее, чем планировали разработчики, поэтому дизайнеры добавили ему веса в сиквеле.
Нейтан всегда заправляет рубашку в штаны только с одной стороны. Разработчик Тиф Шейфер придумал специальный термин — «полузаправка» и прокомментировал его следующим образом: «Самой „некстгеновой“ вещью для меня была рубашка Дрейка. Посмотрите на неё: каким-то образом ей удаётся быть одновременно заправленной и не заправленной. Из всех технических чудес Uncharted меня поразила именно она». Сопрезидент Naughty Dog Эван Уэллс заявил, что внутри компании прижилось выражение «заправлена на три четверти».

## Появления

### Основная серия

#### Uncharted: Drake’s Fortune
Нейтан отправляется на поиски останков своего «предка», сэра Фрэнсиса Дрейка, в компании репортёра Елены Фишер. Они находят гроб по координатам, начертанным на семейной реликвии — кольце, которое охотник за сокровищами носит на шее. В нём Нейтан и Елена обнаруживают дневник сэра Фрэнсиса с указанием местоположения Эльдорадо. Вскоре на их лодку нападают пираты, однако на помощь приходит друг и наставник Нейтана, Виктор «Салли» Салливан. По прибытии к указанному месту, Дрейк и Салли узнают, что Эльдорадо — это большой золотой идол, которого много веков назад попытались присвоить испанцы. На пути охотников за сокровищами встают наёмники во главе с британским предпринимателем Габриэлем Романом. Последний подстрелил Салли, однако Дрейку и Фишер удаётся сбежать, после чего они отправляются в сторону острова, на котором, согласно записям сэра Фрэнсиса, должен находиться идол. Их самолёт попадает в аварию по пути к острову, из-за чего Нейтан и Елена вынужденно разделяются в процессе эвакуации. В поисках Елены Нейтан достигает заброшенного испанского форта и сталкивается со своим старым знакомым и главарём индонезийских пиратов Эдди Раджой. Воссоединившись, Дрейк и Фишер прибывают в старую таможню на острове. Там они обнаруживают, что Салли пережил огнестрельное ранение. Дрейк устанавливает точное расположение идола и спасает Салливана. Вскоре охотник за сокровищами осознаёт, что идол проклят: он превратил искавших его испанцев и кригсмарине в зомбированных монстров. Дрейк решает помешать Роману вывести идола с острова, однако помощник предпринимателя Аток Наварро обманом заставляет своего нанимателя активировать механизм Эльдорадо, после чего тот также превращается в зомби и погибает от выстрела Наварро. Затем Нейтан запрыгивает на статую и попадает на лодку Наварро. Между ними разворачивается сражение, в результате которого идол погружается на дно океана вместе с Наварро. Салли эвакуирует Дрейка и Фишер на корабле с несколькими сундуками сокровищ. В этот момент между Нейтаном и Еленой возникают отношения.

#### Uncharted 2: Among Thieves
Нейтан и его старые знакомые, Гарри Флинн и Хлоя Фрейзер, проникают в турецкий музей, чтобы украсть старинную лампу по поручению неизвестного богатого заказчика. На месте кражи Флинн предаёт Дрейка, и тот попадает в тюрьму, однако Салли вносит за него залог. За время заключения Нейтан приходит к выводу, что настоящая цель кражи заключалась в обнаружении местонахождения потерянного флота Марко Поло. Флинн извлекает информацию из содержащейся в лампе смолы и передаёт её своему работодателю, сербскому военному преступнику Зорану Лазаревичу, который ищет камень Чинтамани, предположительно находившийся на борту одного из кораблей Поло. Вскоре Дрейк обнаруживает, что флот не перевозил камень, а также подтверждает существование мистического города Шамбалы. В поисках подсказки Дрейк отправляется в Непал, в то время как Лазаревич начинает гражданскую войну в этом регионе, чтобы отвлечь внимание местных жителей от поисков нужного храма. В городе Нейтан находит Елену и её оператора Джеффа; последнего Лазаревич убивает. Во время преследования Лазаревича Дрейк обнаруживает путь к Шамбале, однако перевозивший их поезд терпит крушение. Дрейк теряет сознание и просыпается в тибетской деревне. Там он встречает офицера СС Карла Шефера, в прошлом возглавлявшего экспедицию Аненербе и убившего всех её участников, чтобы не допустить установления власти нацистов над городом. Житель деревни Тензин отводит Дрейка в ледяную пещеру, где на них нападают гигантские рогатые монстры. В это время Лазаревич атакует деревню и похищает Шефера. Нейтан и Елена настигают Лазаревича у монастыря, в котором находится проход в Шамбалу. Оказавшись внутри, они обнаруживают, что монстры являются стражами города. Между Дрейком и Лазаревичем завязывается сражение у Древа жизни, содержащего камень Чинтамани. В конечном итоге Лазаревича убивают стражи Шамбалы, а сам город разрушается. Нейтан и Елена возвращаются в тибетскую деревню. После данных событий Дрейк и Фишер женятся при неизвестных обстоятельствах. Однако фобия Нейта по отношению к обязательствам и жажда приключений сильно напрягают брак, и они расстаются, отдаляясь друг от друга.

#### Uncharted 3: Drake’s Deception

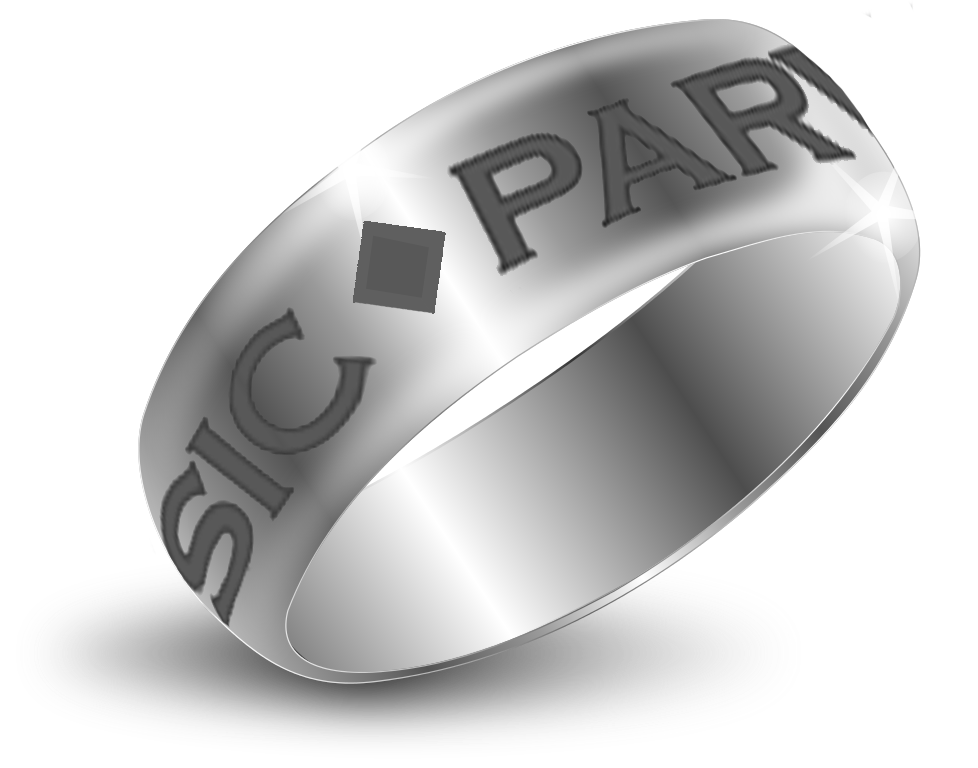
Кольцо сэра Фрэнсиса Дрейка

15-летний Нейтан Морган прибывает в Колумбию, чтобы посетить посвящённую мореплавателю Дрейку выставку. Оттуда он крадёт кольцо сэра Фрэнсиса, после чего попадает в поле зрения Кэтрин Марлоу, возглавлявшей таинственную организацию. От смерти Нейтана спасает Виктор Салливан, который берёт юношу под опеку и в течение следующих 20 лет остаётся его деловым партнёром. Годы спустя, Дрейк и Салли объединяются с Хлоей Фрейзер и Чарли Каттером, чтобы разгадать секрет кольца, и устанавливают местоположение Марлоу. Они достигают подземной библиотеки и находят дневник  Томаса Эдварда Лоуренса и карту, содержащие сведения о секретном путешествии сэра Фрэнсиса на Аравийский полуостров с поручением от Елизаветы I и Джона Ди найти затерянный город Ирам. Охотники за сокровищами посещают Францию и Сирию, чтобы отыскать новые подсказки, ведущие их в Йемен. Там Нейтан воссоединяется со своей бывшей женой Еленой и неохотно заручается её помощью. Вместе они находят карту звёздного неба, раскрывающую местоположение Ирама. В этот момент Марлоу и её помощник Толбот похищают Салли, после чего Дрейк бросается за ними в погоню и настигает на грузовом самолёте. Во время развернувшейся перестрелки самолёт терпит крушение в пустыне Руб-эль-Хали. После нескольких дней скитаний, Нейтан сталкивается с группой бедуинских всадников во главе с их вождём Салимом, также намеревающихся помешать Марлоу и Толботу отыскать «Атлантиду песков». Затем Дрейк и Салим освобождают Салли из каравана Марлоу и добираются до города. Действия Нейтана и его наставника приводят к разрушению города. Марлоу погибает в зыбучих песках, а Толбот получает смертельное ранение от выстрела Дрейка. Избежав погребения вместе с Убаром, Нейтан и Салли воссоединяются с Еленой в Йемене. Дрейк и Фишер решают восстановить отношения и отправляются домой на новом гидросамолёте.

#### Uncharted 4: A Thief’s End
Юный Нейтан сбегает из сиротского приюта и воссоединяется со своим старшим братом Сэмом, который заявляет, что ему удалось найти дневники их умершей матери. Она выдвинула теорию, согласно которой у сэра Фрэнсиса Дрейка могли остаться наследники. Братья решают взять фамилию их «предка» и становятся охотниками за сокровищами. Годы спустя, повзрослевшие Нейтан и Сэм, заручившись поддержкой их партнёра Рэйфа Адлера, проникают в панамскую тюрьму и находят крест Благоразумного разбойника Дисмаса. Во время отступления Сэма подстрелил охранник, а Нейтан и Рэйф приходят к выводу, что он погиб. По прошествии нескольких лет Дрейк перестаёт быть охотником за сокровищами в пользу мирной жизни с Еленой и устраивается на работу спасателем в Новом Орлеане. Его навещает выживший Сэм, который заявляет, что с момента их последней встречи он находился в заключении, пока его не освободил наркобарон Гектор Алькасар и поставил перед выбором: найти сокровище Генри Эвери или умереть. Нейтан покидает Елену под ложным предлогом о командировке и отправляется вместе с Сэмом и Салли на аукцион, чтобы украсть экспонат с подсказкой. Там он вступает в конфронтацию с Рэйфом, который по-прежнему ищет сокровище: для этого он нанимает группу южноафриканских наёмников во главе с Надин Росс. Дрейки и Салливан отправляются в Шотландию и обнаруживают карту залива Кингс-Бей на Мадагаскаре. По прибытии в залив они узнают, что Эвери и другие капитаны пиратов объединили все свои сокровища и осели в Либерталии. Братья отправляются в Либерталию и обнаруживают местоположение сокровища — город Нью-Девон. Затем они сталкиваются с Надин и Рэйфом, и последний заявляет, что это он освободил Сэма из тюрьмы, в то время как Алькасар давно умер. Во время противостояния с Рэйфом Нейтан срывается со скалы, но его спасает подоспевшая Елена. Супруги отправляются в Нью-Девон и узнают, что Эвери и его второй помощник Томас Тью убили других основателей в ходе начавшейся гражданской войны и присвоили сокровища себе. Нейтан и Елена находят Сэма и спасают его с помощью Салли. Сэм решает продолжить охоту, и Нейтан следует за ним до наполненного сокровищами корабля Эвери. Сэм активирует поджигающую корабль ловушку, а Надин разрывает контракт с Рэйфом. Последний вызывает Нейтана на бой на мечах, по окончании которого погибает под весом сброшенного сокровища. Братьев спасают Елена и Салли. В то время как Сэм и Салливан становятся деловыми партнёрами, Елена покупает спасательную компанию и назначает Нейтана её совладельцем. Годы спустя, девочка-подросток Кэсси Дрейк находит памятные вещи родителей и узнаёт, что те были охотниками за сокровищами. Нейтан и Елена соглашаются рассказать ей о своих приключениях.

### Другие игры
Дрейк появляется в браузерной игре Uncharted: Drake’s Trail 2007 года, приквеле к Drake’s Fortune. Охотник за сокровищами является главным героем эксклюзива для PlayStation Vita 2011 года Uncharted: Golden Abyss, разработанного Bend Studio. Хотя события Golden Abyss разворачиваются до начала Drake’s Fortune, создатели проекта позиционировали его как самостоятельную игру. Нейтан был одним из потенциальных гостевых персонажей файтинга-кроссовера Street Fighter X Tekken 2012 года, однако разработчики проекта отклонили его кандидатуру. Дрейк фигурирует в стартовой игре для PlayStation 5 Astro’s Playroom и его сиквеле Astro Bot, разработанных как дань уважения бренду PlayStation. В феврале 2022 года скины Нейтана и Хлои Фрейзер были добавлены в королевскую битву Fortnite: Battle Royale.
Дрейк — один из игровых персонажей PlayStation All-Stars Battle Royale, файтинга-кроссовера между протагонистами различных франшиз PlayStation, вышедшего на PlayStation 3 в 2012 году. Как и другие герои серии Uncharted, Нейтан фигурирует в пошаговой карточной игре Uncharted: Fight for Fortune для PlayStation Vita и бесплатной мобильной игре Uncharted: Fortune Hunter 2016 года.

### В других медиа
В 2009 году состоялся выход комикса-приквела к игровой серии под названием Uncharted: Eye of Indra. Дрейк начинает работать на индонезийского криминального авторитета по имени Дэниел Пинкертон, чтобы собрать средства на поиски могилы сэра Фрэнсиса. Во время поисков легендарного Глаза Индры в Джакарте Нейтан знакомится с Эдди Раджой и заводит романтические отношения с его сестрой Рикой. В 2011 году за авторством Кристофера Голдена вышел роман Uncharted: The Fourth Labyrinth, события которого разворачиваются между первыми двумя играми франшизы. В нём Дрейк раскрывает тайну короля Мидаса и находит несколько древних лабиринтов. Дрейк появляется в фанатском фильме Uncharted 2018 года, в котором его сыграл американский актёр Нейтан Филлион. В 2011 году издательство DC Comics выпустило мини-серию комиксов из шести частей под названием Uncharted. В нём Нейтан ищет легендарный город Агарти между событиями второй и третьей игры. В фильме «Анчартед: На картах не значится» (2022), где Дрейк искал сокровища первого кругосветного плавания Магеллана, роль охотника за сокровищами исполнил британский актёр Том Холланд.

## Восприятие
Нейтан Дрейк получил преимущественно положительные отзывы от критиков, которые оценили его как обаятельного персонажа. Том Кросс из Gamasutra назвал охотника за сокровищами «очаровательным мерзавцем», «доброжелательным, легкомысленным и просто весёлым» человеком, а также отличной карикатурой на жуликов. По мнению Стивена Тотило из Kotaku, Дрейк остаётся обворожительным героем и не воспринимается как раздражающий придурок благодаря тому, как весело он попадает в заведомо проигрышные ситуации. Рецензент IGN Мэтт Касамассина заявил: «За 30 минут протагонист игры Naughty Dog Uncharted 2 Нейтан Дрейк показан более реалистичным, забавным, обаятельным и вызывающим симпатию [персонажем], чем Леон С. Кеннеди за все проекты серии Resident Evil с его участием». В своей рецензии на Drake’s Fortune для UGO Раш Фруштик отметил: «На самом деле Дрейк засранец. Однако, этот засранец располагает к себе». В 2009 году GamesRadar поместил Нейтана в список «25 лучших новых персонажей десятилетия» и сравнил его с протагонистами франшизы Halo Мастером Чифом и игровой серии Gears of War Маркусом Фениксом: в отличие от них, охотник за сокровищами никогда не контролирует ситуацию. Позже в 2012 году портал дал Дрейку 3-е место среди «25 лучших персонажей компьютерных игр» с комментарием: «Он — негодяй с золотым сердцем, которому, несмотря на его безалаберность, всегда удаётся спасти положение, а его мастерство по части поиска сокровищ и знание древних цивилизаций более чем слегка отсылают к Индиане Джонсу. Да, Нейтан — это тот герой, который, если задуматься, убил сотни вооружённых головорезов без малейшего раскаяния, однако ему достаточно единожды раздражённо воскликнуть „Вот чёрт!“, чтобы мы перестали думать о массовых убийствах». Год спустя Дрейк занял 22-е место среди «50 величайших персонажей видеоигр» по версии Empire. В 2009 году GameSpot опросил читателей на предмет «величайшего персонажа игровой индустрии»; в нём Нейтан проиграл Пикачу. В опросе Game Informer 2010 года, посвящённом «лучшим персонажам десятилетия», охотник за сокровищами занял 4-е место. В 2011 году Нейтан занял 16-е место среди «50 лучших персонажей компьютерных игр» по версии книги рекордов Гиннесса. Колин Кэмпбелл из Polygon отметил: «Он имеет привычку высмеивать неприятные ситуации, в которые попадает, и многочисленные запутанные заговоры, с которыми сталкивается. В то же время он предан своим близким». В 2021 году HobbyConsolas включил Нейтана в список «30 лучших героев последних 30 лет». В 2024 году, по результатам опроса BAFTA, в котором приняли участие 4000 респондентов, Дрейк занял 20-е место среди «самых культовых персонажей видеоигр всех времён».
Некоторые игровые рецензенты отмечали привлекательную внешность Дрейка, в частности Колин Мориарт из IGN заявил, что «слегка влюблён» в охотника за сокровищами. Различные критики называли Нейтана «чудесным» и «прекрасным харизматичным героем». Исполнительница роли Хлои Фрейзер Клаудия Блэк также призналась, что влюблена в Дрейка. Некоторые игровые журналисты приводили Нейтана в качестве примера привлекательного, но не слишком маскулинного персонажа. «Очень немногие из наших протагонистов (в качестве исключений назову Нейтана Дрейка и Алана Уэйка) показывают мужчин, так сказать, в не унижающем достоинство свете» — заявил рецензент Massively. Стив МакГарви из GameSpy отметил, что Нейтана «трудно назвать мужественным в сравнении с большинством главных героев игр». С другой стороны, Меган Мари из Game Informer утверждала, что охотник за сокровищами «не сильно выделяется среди других многочисленных идеально пропорциональных и намеренно безупречных игровых икон». GameDaily поместил Дрейка на третье место среди «игровых красавчиков». GamesRadar присудил Нейтану звание «Мистер 2007», отметив, что члены жюри выбрали его не из-за желания «смотреть на его задницу часами подряд», а за героический образ и «победный настрой». В 2014 году представители издания La Nueva España включили его в «десятку самых сексуальных персонажей компьютерных игр обоих полов».
Рассматривая Дрейка как «обычного человека», Том Хоггинс из The Daily Telegraph находил его уязвимость «милой», а Чад Сапега из The Globe and Mail назвал охотника за сокровищами «одним из самых выразительных персонажей компьютерных игр». С другой стороны, обозреватель Ars Technica Бен Кучера раскритиковал отсутствие индивидуальности у протагониста. Этой же позиции придерживался Оуайн Бенналлак из Develop, который считал, что игрок не сможет адекватно описать этого персонажа. Дэн Сю из Bitmob отметил, что, хотя другие персонажи, такие как Мастер Чиф, выглядят более запоминающимися, он воспринимал Дрейка как своего «старого приятеля».
Игровые рецензенты нередко сравнивали Нейтана Дрейка с другими героями приключенческих игр и фильмов, в первую очередь с Ларой Крофт из франшизы Tomb Raider и Индианой Джонсом из одноимённой киносерии. Джонни Минкли из Eurogamer и Ли Ферран из ABC News назвали такие ассоциации «очевидными» и «неизбежными». Также Дрейка называли: «смесью» этих двух персонажей, «новой Ларой Крофт» и «пацаном-» или «чуваком-расхитителем». Майкл Оуэн-Браун из The Advertiser заявил, что в отличие от Крофт Дрейк остроумен, а геймдиректор серии Uncharted Брюс Стрейли сопоставил персонажей по популярности. Представители CBS строго разграничили Индиану Джонса и Дрейка по части мотивации: в то время как Джонс был альтруистом, Дрейк преследовал собственную выгоду. Продюсер художественного фильма «Анчартед: На картах не значится» Ави Арад аналогичным образом назвал Индиану однозначно хорошим человеком, а Нейтана — сомнительным. Геймдизайнер Нил Дракманн напротив не стал ставить Дрейка в один ряд с Джонсом и Крофт. Некоторые рецензенты сравнивали Дрейка с другими известными персонажами приключенческих произведений, в частности с Джеком Колтоном из картины «Роман с камнем» 1984 года и протагонистом игровой серии Prince of Persia Принцем, которого также озвучил Норт. Из реально существующих искателей сокровищ с Нейтаном сравнивали доктора Э. Ли Спенса.
Многие критики называли Нейтана фактическим маскотом PlayStation 3, ссылаясь на высокий уровень продаж первых трёх игр Uncharted, разработанных для этой консоли. Адам Хартли из TechRadar UK заявил, что «протагонист с хриплым голосом по имени Нейтан Дрейк является законным наследником короны „Героя PlayStation“», в то время как Now Gamer назвал Дрейка символом PlayStation 3, а журнал Paste — маскотом PlayStation. В 2009 году Дрейк был номинирован на премию Inside Gaming Awards как «самый убедительный персонаж». С другой стороны, критики и фанаты сетовали на большое количество совершённых Нейтаном убийств в играх. В ответ на эти замечания Дракманн заявил: «вы всегда стараетесь сопоставить сценарий и игровой процесс друг другу, поэтому мы прилагаем много усилий в этом направлении — корректируем как игровой процесс, так и сценарий. Видите ли, в игровом экшене вы, вероятно, убьёте больше людей, чем увидите в фильме». Кроме того, разработчики A Thief’s End добавили в игру трофей под названием Ludonarrative Dissonance за убийство 1000 врагов.
С изображением охотника за сокровищами продавалось большое количество товаров, включая экшен-фигурки и другие предметы для коллекционирования. В 2007 году в Empire были размещены демонстрирующие сходство Дрейка с персонажами приключенческих фильмов рекламные материалы. Год спустя под брендом Naughty Dog в продажу поступили страйкбольные копии пистолета Нейтана — Beretta 92FS. Незадолго до выхода Among Thieves были выпущены четыре виниловые фигурки Дрейка в количестве 2500 экземпляров. В феврале 2016 года представители Naughty Dog анонсировали выпуск 7-дюймовой фигурки Нейтана Дрейка с шарнирными соединениями и различными аксессуарами от компании NECA.